# Ключики (Сычёвский район)
Ключики (ранее — Могильница) — деревня в Сычёвском районе Смоленской области России. Входит в состав Бехтеевского сельского поселения. Население — 27 жителей (2007 год).

## Географическое положение
Расположена в северо-восточной части области в 15 км к юго-западу от Сычёвки, в 19 км западнее автодороги Р134 «Старая Смоленская дорога» Смоленск — Дорогобуж — Вязьма — Зубцов, на берегу реки Яблоня. В 18 км северо-восточнее деревни расположена железнодорожная станция Сычёвка на линии Вязьма — Ржев. 

## История
В годы Великой Отечественной войны деревня была оккупирована гитлеровскими войсками в октябре 1941 года, освобождена в марте 1943 года.
В 1963 году указом Президиума Верховного Совета РСФСР деревня Могильница Сычёвского сельского района переименована в Ключики. Это не подтверждается картами, выпущенными ранее 1963 года